# Mendoncia velloziana
Mendoncia velloziana är en akantusväxtart som först beskrevs av C. Martius, och fick sitt nu gällande namn av Christian Gottfried Daniel Nees von Esenbeck. Mendoncia velloziana ingår i släktet Mendoncia och familjen akantusväxter. Inga underarter finns listade i Catalogue of Life.